# Штольберг-Росла
Графство Штольберг-Росла (нем. Grafschaft Stolberg-Roßla) — существовавшее с 1706 по 1803 г. графство в составе Священной Римской империи. Располагалось в южной части Гарца, столицей являлся Росла, управлялось династией Штольбергов.

## История
В 1706 г. было выделено из графства Штольберг-Штольберг. В 1738 г. признало сюзеренитет курфюршества Саксония. В 1803 г. было медиатизировано в пользу Саксонии. По итогам Венского конгресса 1815 г. перешло к Пруссии в составе провинции Саксония. В 1893 г. графы получили титул князей Штольберг-Росла.